# Brignoliella maoganensis
Brignoliella maoganensis is een spinnensoort in de taxonomische indeling van de Tetrablemmidae.
Het dier behoort tot het geslacht Brignoliella. De wetenschappelijke naam van de soort werd voor het eerst geldig gepubliceerd in 2008 door Tong & Li.